# Grad Kamenica
Grad Kamenica (hrvaško Kamenica) se je v srednjem veku nahajal na vzpetini severno od sedanjega naselja Kamenica nad istoimenim potokom v Hrvaškem Zagorju. Ocenjuje se, da je bil grad zgrajen v 13. stoletju, prvič se omenja pisnem dokumentu v darovnici ogrskega kralja leta 1399. Opuščen je bil sredi 18. stoletja, zdaj so ohranjene le dokaj skromne ruševine.

## Zgodovina
Grad Kamenico je po vsej verjetnosti dal zgraditi ogrski kralj Bela IV. v prvi polovici 13. stoletja kot mejno utrdbo. Grad je prvič omenjen v darovnici ogrskega kralja Sigismunda Luksemburškega z dne 27. januarja 1399, s katero je tudi ta grad skupaj z Zagorsko županijo podelil celjskemu grofu Hermanu II.. Celjski grofje in državni knezi ter večkrat hrvaški bani so grad imeli v posesti do 1456. Po smrti Ulrika II. Celjskega je grad najprej pripadel Janu Vitovcu. Leta 1468 ogrski kralj Matija Korvin to posest odvzel Vitovcu in jo podelil svojemu nezakonskemu sinu Ivanišu. Po smrti bana Ivaniša je grad in posest Kamenice podedovala njegova vdova Beatrice Frankopanska. Ta je posest še pred svojo ponovno poroko podarila pavlinskemu samostanu v Lepoglavi, vendar brez potrditve kralja. Ker darovnice ni potrdil kralj, lepoglavski samostan posesti ni mogel prevzeti. Ko so Draškovići pridobili Kamenico in Trakošćan, so o slednjem vodili pravni spor kar polnih 130 let, ki se je šele leta 1730 končal v korist Draškovićev.